# Phyllotreta ovalis
Phyllotreta ovalis är en skalbaggsart som först beskrevs av Willis Blatchley 1921.  Phyllotreta ovalis ingår i släktet Phyllotreta och familjen bladbaggar. Inga underarter finns listade i Catalogue of Life.